# TVP Dokument
TVP Dokument — польський національний тематичний телеканал суспільного мовлення з центром мовлення у Варшаві.
Розпочав мовлення 19 листопада 2020 року. Програму присвячено документалістичній тематиці.
Транслюється виключно у форматі HDTV.
Доступний у кабельних та супутникових мережах. Також тестується мовлення у стандарті DVB-T2.

## Трансляція
З початку запуску канал був доступний на платформі «Canal+» через основних провайдерів «UPC» та «TOYA», а також кількох десятків інших, включаючи «Asta Net», «Telpol», «Chopin Telewizja Kablowa». У Варшаві, Гданську, Катовицях, Кракові та Познані канал запущено на 86-му тестовому мультиплексі цифрового ефірного телебачення за технологією DVB-T2 / HEVC. З 30 березня 2021 року канал транслюють «Vectra» та «Multimedia Polska».